# Równanie charakterystyczne
Równanie charakterystyczne – termin używany w teorii równań różniczkowych oraz w teorii sterowania.

## Równanie charakterystyczne równania różniczkowego
Niech dane jest równanie różniczkowe liniowe rzędu {\displaystyle n}-tego o stałych współczynnikach {\displaystyle a_{n},a_{n-1},\dots ,a_{0}:}
{\displaystyle a_{n}x^{(n)}+a_{(n-1)}x^{(n-1)}+\ldots +a_{1}x^{(1)}+a_{0}x=0,}
w którym {\displaystyle x^{(i)}} oznacza {\displaystyle i}-tą pochodną funkcji {\displaystyle x(t)} po zmiennej {\displaystyle t;i=1,\dots ,n-1,n.}
Zgodnie z metodą podaną przez Eulera poszukuje się rozwiązania tego równania w postaci {\displaystyle e^{rt},} gdzie {\displaystyle r} jest pewną stałą. Podstawiając to rozwiązanie do danego równania różniczkowego otrzymuje się równanie
{\displaystyle a_{n}r^{n}+a_{n-1}r^{n-1}+\ldots +a_{1}r+a_{0}=0,}
które nazywa się równaniem charakterystycznym równania różniczkowego. Rozwiązując równanie charakterystyczne otrzymuje się możliwe, różne rozwiązania szczególne dla odpowiedniego równania różniczkowego.

### Przykład
Równanie liniowe jednorodne o stałych współczynnikach
{\displaystyle x^{(5)}+x^{(4)}-4x^{(3)}-16x''-20x'-12x=0}
ma równanie charakterystyczne
{\displaystyle r^{5}+r^{4}-4r^{3}-16r^{2}-20r-12=0}
Równanie to sprowadza się do postaci iloczynowej
{\displaystyle (r-3)(r^{2}+2r+2)^{2}=0}
Równanie to ma pierwiastek rzeczywisty {\displaystyle r_{1}=3} oraz pierwiastki zespolone {\displaystyle r_{2}=r_{3}=-1-i,}{\displaystyle r_{4}=r_{5}=-1-i}.
Rozwiązanie ogólne równania różniczkowego ma postać:
{\displaystyle x(t)=c_{1}e^{3t}+e^{-t}(c_{2}\cos t+c_{3}\sin t)+te^{-t}(c_{4}\cos t+c_{5}\sin t)}
gdzie {\displaystyle c_{1},c_{2},c_{3},c_{4},c_{5}} - stałe liczby, które zależą od warunków początkowych.

## Równanie charakterystyczne w teorii sterowania
W teorii sterowania, gdzie rozważania prowadzi się na płaszczyźnie zespolonej S, równaniem charakterystycznym nazywa się równanie algebraiczne powstające z przyrównania mianownika transmitancji operatorowej do zera. Jeśli transmitancję układu określimy wzorem:
{\displaystyle G(s)={\frac {b_{n}s^{m}+\ldots +b_{1}s+b_{0}}{s^{n}+a_{n-1}s^{n-1}+\ldots +a_{1}s+a_{0}}},}
to równanie charakterystyczneukładu, określonego tą transmitancją, będzie miało postać:
{\displaystyle s^{n}+a_{n-1}s^{n-1}+\ldots +a_{1}s+a_{0}=0.}